# Zaguinasso
Zaguinasso est une localité du Nord de la Côte d'Ivoire et appartenant département de Kouto, Région de la Bagoué. La localité de Zaguinasso est un chef-lieu de commune.

## Géographie
Sur l'axe routier A5, se trouvent au Nord Womon et au Sud Boyo sur cette même route.